# Aeolesthes nishikawai
Aeolesthes nishikawai är en skalbaggsart som beskrevs av Hayashi 1975. Aeolesthes nishikawai ingår i släktet Aeolesthes och familjen långhorningar. Inga underarter finns listade i Catalogue of Life.